# 8. People’s Choice Awards-gála
Az 8. People’s Choice Awards-gála az 1981-es év legjobb filmes, televíziós és zenés alakításait értékelte. A díjátadót 1982. március 18-án tartották, a műsor házigazdái Army Archerd és Lee Remick voltak. A ceremóniát a CBS televízióadó közvetítette.

## Győztesek és jelöltek
Forrás:

### Film
| Az év filmje                       | Az év filmje               |
| ---------------------------------- | -------------------------- |
| Az elveszett frigyláda fosztogatói |                            |
| Az év férfi filmsztárja            | Az év női filmsztárja      |
| Burt Reynolds                      | - Sally Field - Jane Fonda |

### Televízió
| Az év férfi tévés sztárja            | Az év női tévés sztárja            |
| ------------------------------------ | ---------------------------------- |
| Alan Alda                            | Barbara Mandrell                   |
| Az év visszatérő férfi tévés sztárja | Az év visszatérő női tévés sztárja |
| Burt Reynolds                        | Barbara Mandrell                   |
| Az év vígjátéka                      | Az év drámaműsora                  |
| MASH                                 | Dallas                             |
| Az év új vígjátéka                   | Az év új drámaműsora               |
| Private Benjamin                     | Külvárosi Körzet                   |
| Az év új tévéműsora                  | Az év ifjú tévés sztárja           |
| Külvárosi Körzet                     | Gary Coleman                       |
| Az év férfi előadója új tévéműsorban | Az év női előadója új tévéműsorban |
| James Garner                         | Linda Evans                        |
| Az év tévés különkiadáskészítője     |                                    |
| Bob Hope                             |                                    |

### Zene
| Az év dala                                 | Az év country/western előadója |
| ------------------------------------------ | ------------------------------ |
| Lionel Richie, Diana Ross - "Endless Love" | Kenny Rogers                   |
| Az év férfi előadója                       | Az év női előadója             |
| Kenny Rogers                               | Barbara Mandrell               |

## Fordítás
- Ez a szócikk részben vagy egészben  a(z)   8th People's Choice Awards című angol Wikipédia-szócikk fordításán alapul.  Az eredeti cikk szerkesztőit annak laptörténete sorolja fel. Ez a jelzés csupán a megfogalmazás eredetét és a szerzői jogokat jelzi, nem szolgál a cikkben szereplő információk forrásmegjelöléseként.